# Найдёнова, Елизавета Ивановна
Елизавета Ивановна Найдёнова (1876—1951) — русская актриса театра и кино, Заслуженная артистка РСФСР (1937).

## Биография
Родилась в семье купца первой гильдии Ивана Степановича Решетникова (1820–1897), владельца компании «Решетников И.С. и К°», которая торговала хлопчатобумажной мануфактурой, и его жены Анисии Ивановны, урожд. Чуркиной (1836–1916).  Анисия Ивановна была известна своими религиозными взглядами, пользовалась авторитетом в кругах верующих и была страстной почитательницей Г.Е.Распутина — бывая в Москве, тот останавливался в ее доме на Большой Пироговской улице. В семье было девять детей.
В 1896 году сыграла свою первую роль в любительском спектакле. В мае 1893 года окончила 8-классное Усачевско-Черняевское училище и дополнительный девятый – «педагогический» класс. Получила диплом, который предоставлял право на открытие собственного учебного заведения или ведение занятий в качестве «домашней увительницы». 
В 1902 году играла на сцене Охотничьего клуба под псевдонимом Томская (Феня в «Майорша» Шпажинского). В 1904 году поступила учиться на Высшие драматические курсы при Малом театре, которыми руководил А.П.Ленский. Окончила курсы 1907 году по «первому разряду» (оценки «отлично»). 
В 1907 году сыграла свою первую профессиональную роль в Малом театре, в котором работала до 1949 года, исполняя в основном роли в пьесах Островского: Лариса («Бесприданница»), Кручинина («Без вины виноватые»), Негина («Таланты и поклонники»), Катерина («Гроза»), Аннушка («На бойком месте»), Поликсена («Правда хорошо, а счастье лучше») и др.
В 1934—1936 гг. работала в Пензенской области в Земетчинском филиале Малого театра.
Её игра отличалась поэтичностью, лиризмом и мягкостью красок.
Во время войны играла на сцене фронтового драматического театра Военно-морского флота.
В 1943 году  Е.И.Найденовой была назначена персональная пенсия. 
Похоронена на Новодевичьем кладбище (2 уч. 31 ряд).

## Семья
Муж (с 1894 г.) — Александр Николаевич Найденов (1855–1920), директор Московского коммерческого банка. 
Имела троих детей: сыновей Николая (1895—1974) и Алексея, дочь Елизавету.
Братья:
- Николай Иванович Решетников  (1857–1928), биржевой нотариус.
- Иван Иванович Решетников (1859–1929), совладелец Товарищества по торговле мануфактурными товарами, благотворитель и меценат, председатель Общества любителей оркестровой музыки
- Сергей Иванович Решетников (1862–1920), предприниматель, владелец усадьбы «Отрадное» в Одинцово.
- Павел Иванович Решетников (1873–1910), дирижер-любитель[2]

Племянники Елизаветы Ивановны: 
- Дети сестры — Александры Ивановны: актриса Ольга Бакланова и генерал-полковник, Герой Советского Союза, Глеб Бакланов.
- Сын брата — Владимира Ивановича: Николай Владимирович Решетников (1891–1968), пианист, переводчик

## Театральные работы
- «Майорша» Шпажинского — Феня
- «Бесприданница» — Лариса; Кручинина
- «Таланты и поклонники» — Негина
- «Гроза» — Катерина
- «На бойком месте» — Аннушка
- «Правда хорошо, а счастье лучше» — Поликсена
- «Бедная невеста» — Марья Андреевна
- «Егор Булычев и другие» — Ксения Булычева
- «Ревизор» — Анна Андреевна
- «Бедность не порок» — Пелагея Егоровна

## Фильмография
- 1916 Сестры Кедровы
- 1918 Болотные миражи — Елена Алексеевна, мать Ракитина
- 1918 Девьи горы — дева-воительница
- 1927 Победа женщины — его жена
- 1940 Брат героя — Евдокия Власьевна, учительница

## Награды
- два ордена «Знак Почёта» (23.09.1937 — за выдающиеся заслуги в деле развития русского театрального искусства; 26.10.1949)
- Заслуженная артистка РСФСР (23.09.1937)